# Castellaras de Thorenc
Le Castellaras de Thorenc est un site archéologique conservant les vestiges d'un château fort du Moyen Âge situé à Andon dans les Alpes-Maritimes en Provence-Alpes-Côte d'Azur. Le site est inscrit à l'inventaire des sites pittoresques par arrêté du 28 mars 1969 et les ruines du château sont inscrites au titre des monuments historiques par arrêté du 28 mars 1991.

## Localisation
Le Castellaras de Thorenc est situé à Andon dans les Alpes-Maritimes en Provence-Alpes-Côte d'Azur. Un sentier de randonnée permet d'accéder au site depuis la vallée du Loup ou depuis la station de Thorenc. Le sommet du piton rocheux constitue un point de vue panoramique sur le plateau de Calern, la vallée du Loup, les montagnes du Cheiron et de l'Audibergue, les Préalpes et les sommets du Mercantour. Sur le flanc sud-ouest se trouvent les ruines de l'ancien village dispersées dans les bois de chêne.

## Historique
Le Castellaras est un piton rocheux de 1400 m d'altitude dominant les alentours. Son sommet est formé d'une vaste plate-forme ceinturée d'à-pic ou de barres rocheuses. Ce lieu, naturellement défendu, a été renforcé aux points faibles par une muraille aujourd'hui ruinée qui, par endroits, a encore plus de 5 mètres de hauteur. Le site couvre une surface d'environ 7 500 m2 occupée par les ruines d'une grande bâtisse dite le Château, dont les murailles semblent dater du XIVe siècle, d'un bâtiment rectangulaire (écurie ou bergerie), d'une citerne et d'une chapelle romane du XIIe siècle. Au pied des murs, en bas de la pente et le long du chemin de viguerie, des paysans s'étaient regroupés dans un hameau. Situé sur un ancien oppidum celto-ligure en bordure de la voie Ventiane qui reliait Cemelenum (Cimiez) à Castellane en passant par Vintium (Vence) ainsi que d'un grand chemin reliant Grasse à Entrevaux alors connu sous le nom de viguerie. Le premier document relatif au site date de 1200 et mentionne "le castrum de Thorenc". En 1263, un autre texte fait état de 18 feux (foyers) sur le castrum. La vie locale est alors essentiellement pastorale. De nombreuses grottes barrées situées dans une falaise au sud-ouest du site ont pu servir de bergeries ou d'habitations. Le hameau a été ruiné en 1391 au cours des luttes entre les successeurs de la Reine Jeanne. Le relief escarpé du site a favorisé son abandon pour la vallée voisine de la Lane, dans les Haut et Bas Thorenc. Le 2 janvier 1837, le cadastre de la commune d'Andon comprenant le lieu-dit Castellaras y fait état de 135 hectares répartis en 92 ha de bois, 2 ha de terres cultivées, 35 ha de pâture et 6 ha de ruines, dont celles d'une église, d'un ancien château et d'une chapelle.

## Protection du patrimoine
Le site des ruines de Castellaras est inscrit à l'inventaire des sites pittoresques par arrêté du 28 mars 1969,. Le site archéologique du château, emplacement, ruines, maçonneries enterrées et vestiges sont inscrits au titre des monuments historiques par arrêté du 28 mars 1991.
La direction régionale de l'Environnement, de l'Aménagement et du Logement de Provence-Alpes-Côte d'Azur signale en 2016 « l'absence d'entretien, l'envahissement par la végétation, les dégradations du temps, [mettant] en péril la stabilité des structures encore debout (chapelle, système défensif bastionné d’entrée, restes du « donjon »). »